# Volley Bergamo 2020-2021
Questa voce raccoglie le informazioni riguardanti il Volley Bergamo nelle competizioni ufficiali della stagione 2020-2021.

## Stagione
Nella stagione 2020-21 il Volley Bergamo assume la denominazione sponsorizzata di Zanetti Bergamo.
Raggiunge gli ottavi di finale nella Supercoppa italiana, eliminata dal Chieri '76.
Partecipa per la ventisettesima volta alla Serie A1; chiude la regular season di campionato al dodicesimo posto in classifica, qualificandosi per i play-off scudetto, dove viene eliminata negli ottavi di finale dalla Savino Del Bene.

## Organigramma societario
Area direttiva
- Presidente: Luciano Bonetti

Area tecnica
- Allenatore: Daniele Turino
- Allenatore in seconda: Marco Zanelli
- Scout man: Gianni Bonacina

Area sanitaria
- Medico: Fabrizio Caroli
- Fisioterapista: Iacopo Caputo, Davide Pavanelli
- Preparatore atletico: Michele Patoia

## Rosa
| N° | Nome               | Ruolo | Data di nascita   | Nazionalità sportiva |
| -- | ------------------ | ----- | ----------------- | -------------------- |
| 1  | Juliann Faucette   | S/O   | 25 novembre 1989  | Stati Uniti          |
| 6  | Stephanie Enright  | S     | 15 novembre 1990  | Porto Rico           |
| 7  | Vittoria Prandi    | P     | 4 novembre 1994   | Italia               |
| 8  | Eleonora Fersino   | L     | 24 gennaio 2000   | Italia               |
| 9  | Francesca Marcon   | S     | 9 luglio 1983     | Italia               |
| 10 | Katarina Luketić   | O     | 28 settembre 1998 | Croazia              |
| 13 | Beta Dumančić      | C     | 20 marzo 1991     | Croazia              |
| 14 | Natalia Valentín   | P     | 12 settembre 1989 | Porto Rico           |
| 15 | Giorgia Faraone    | L     | 6 luglio 1994     | Italia               |
| 16 | Khalia Lanier      | S     | 19 settembre 1998 | Stati Uniti          |
| 17 | Sara Loda          | S     | 22 agosto 1990    | Italia               |
| 18 | Gaia Moretto       | C     | 18 settembre 1994 | Italia               |
| 24 | Giulia Mio Bertolo | C     | 24 maggio 1995    | Italia               |

## Mercato
| Acquisti | Acquisti           | Acquisti             | Acquisti   |
| R.       | Nome               | da                   | Modalità   |
| -------- | ------------------ | -------------------- | ---------- |
| C        | Beta Dumančić      | Schweriner           | definitivo |
| S        | Stephanie Enright  | Chieri '76           | definitivo |
| L        | Giorgia Faraone    | Cutrofiano           | definitivo |
| S/O      | Juliann Faucette   | -                    | definitivo |
| L        | Eleonora Fersino   | Imoco                | definitivo |
| S        | Khalia Lanier      | Southern California  | definitivo |
| O        | Katarina Luketić   | Montale              | definitivo |
| S        | Francesca Marcon   | Giorgione            | definitivo |
| C        | Giulia Mio Bertolo | Black Angels Perugia | definitivo |
| C        | Gaia Moretto       | Filottrano           | definitivo |
| P        | Natalia Valentín   | Developres Rzeszów   | definitivo |

| Cessioni | Cessioni            | Cessioni            | Cessioni   |
| R.       | Nome                | a                   | Modalità   |
| -------- | ------------------- | ------------------- | ---------- |
| C        | Giada Civitico      | Academy Sassuolo    | definitivo |
| S        | Samara de Almeida   | -                   | svincolata |
| L        | Lucia Imperiali     | Montecchio Maggiore | definitivo |
| C        | Laura Melandri      | Casalmaggiore       | definitivo |
| P        | Slađana Mirković    | Eczacıbaşı          | definitivo |
| S        | Annie Mitchem       | Kuzeyboru           | definitivo |
| C        | Rossella Olivotto   | UYBA                | definitivo |
| L        | Immacolata Sirressi | Casalmaggiore       | definitivo |
| O        | Malwina Smarzek     | AGIL                | definitivo |
| S        | Kiera Van Ryk       | Developres Rzeszów  | definitivo |

## Risultati

### Serie A1

#### Girone di andata
| 1ª giornata - 20 settembre 2020 Palazzetto dello sport, Bergamo | Bergamo           | 2 - 3 | Savino Del Bene       | 23-25, 25-22, 25-19, 21-25, 6-15  |
| 2ª giornata - 27 settembre 2020 PalaTerdoppio, Novara           | AGIL              | 3 - 0 | Bergamo               | 27-25, 25-20, 25-15               |
| 3ª giornata - 4 ottobre 2020 Palazzetto dello sport, Bergamo    | Bergamo           | 0 - 3 | Casalmaggiore         | 12-25, 23-25, 18-25               |
| 4ª giornata - 11 ottobre 2020 PalaSanbapolis, Trento            | Trentino Rosa     | 3 - 0 | Bergamo               | 25-20, 25-21, 25-15               |
| 5ª giornata - 13 ottobre 2020 Palazzetto dello sport, Bergamo   | Bergamo           | 1 - 3 | San Casciano          | 24-26, 16-25, 25-21, 20-25        |
| 6ª giornata - 18 ottobre 2020 PalaCastagnaretta, Cuneo          | Cuneo Granda      | 1 - 3 | Bergamo               | 22-25, 25-17, 30-32, 21-25        |
| 7ª giornata - 25 ottobre 2020 Palazzetto dello sport, Bergamo   | Bergamo           | 3 - 1 | Wealth Planet Perugia | 25-17, 25-20, 19-25, 27-25        |
| 8ª giornata - 28 ottobre 2020 Palazzetto dello Sport, Monza     | Pro Victoria      | 3 - 2 | Bergamo               | 21-25, 25-14, 25-21, 27-29, 15-10 |
| 9ª giornata - 1º novembre 2020 PalaGeorge, Montichiari          | Millenium Brescia | 3 - 1 | Bergamo               | 23-25, 25-15, 25-21, 25-16        |
| 10ª giornata - 4 novembre 2020 Palazzetto dello sport, Bergamo  | Bergamo           | 0 - 3 | Imoco                 | 14-25, 19-25, 17-25               |
| 11ª giornata - 8 novembre 2020 Palazzetto dello sport, Bergamo  | Bergamo           | 3 - 2 | UYBA                  | 24-26, 28-26, 25-23, 18-25, 15-10 |
| 12ª giornata - 5 dicembre 2020 PalaMaddalene, Chieri            | Chieri '76        | 3 - 0 | Bergamo               | 25-17, 25-17, 25-17               |

#### Girone di ritorno
| 14ª giornata - 17 febbraio 2021 Palazzetto dello Sport, Scandicci | Savino Del Bene       | 3 - 0 | Bergamo           | 25-15, 25-19, 25-20              |
| 15ª giornata - 23 dicembre 2020 Palazzetto dello sport, Bergamo   | Bergamo               | 0 - 3 | AGIL              | 20-25, 18-25, 22-25              |
| 16ª giornata - 20 dicembre 2020 PalaRadi, Cremona                 | Casalmaggiore         | 3 - 2 | Bergamo           | 29-27, 25-19, 20-25, 17-25, 15-9 |
| 17ª giornata - 4 marzo 2021 Palazzetto dello sport, Bergamo       | Bergamo               | 2 - 3 | Trentino Rosa     | 27-25, 25-21, 19-25, 20-25, 8-15 |
| 18ª giornata - 10 gennaio 2021 Nelson Mandela Forum, Firenze      | San Casciano          | 3 - 1 | Bergamo           | 25-22, 25-14, 24-26, 25-17       |
| 19ª giornata - 16 gennaio 2021 Palazzetto dello sport, Bergamo    | Bergamo               | 3 - 1 | Cuneo Granda      | 22-25, 25-23, 25-22, 25-16       |
| 20ª giornata - 31 gennaio 2021 PalaEvangelisti, Perugia           | Wealth Planet Perugia | 0 - 3 | Bergamo           | 20-25, 20-25, 18-25              |
| 21ª giornata - 6 gennaio 2021 Palazzetto dello sport, Bergamo     | Bergamo               | 0 - 3 | Pro Victoria      | 16-25, 21-25, 20-25              |
| 22ª giornata - 7 febbraio 2021 Palazzetto dello sport, Bergamo    | Bergamo               | 3 - 1 | Millenium Brescia | 25-23, 23-25, 25-23, 25-21       |
| 23ª giornata - 14 febbraio 2021 PalaVerde, Villorba               | Imoco                 | 3 - 0 | Bergamo           | 25-18, 25-14, 25-18              |
| 24ª giornata - 24 gennaio 2021 PalaPiantanida, Busto Arsizio      | UYBA                  | 3 - 0 | Bergamo           | 25-16, 25-18, 25-15              |
| 25ª giornata - 21 febbraio 2021 Palazzetto dello sport, Bergamo   | Bergamo               | 1 - 3 | Chieri '76        | 18-25, 31-29, 20-25, 23-25       |

#### Play-off scudetto
| Ottavi di finale (gara 1) - 21 marzo 2021 Palazzetto dello sport, Bergamo   | Bergamo         | 0 - 3 | Savino Del Bene | 18-25, 17-25, 23-25 |
| Ottavi di finale (gara 2) - 24 marzo 2021 Palazzetto dello Sport, Scandicci | Savino Del Bene | 3 - 0 | Bergamo         | 25-16, 25-13, 25-20 |

### Supercoppa italiana
| Ottavi di finale - 29 agosto 2020 PalaMaddalene, Chieri | Chieri '76 | 3 - 0 | Bergamo | 25-17, 25-14, 25-19 |

## Statistiche

### Statistiche di squadra
| Competizione        | Punti | In casa | In casa | In casa | In trasferta | In trasferta | In trasferta | Totale | Totale | Totale |
| Competizione        | Punti | G       | V       | P       | G            | V            | P            | G      | V      | P      |
| ------------------- | ----- | ------- | ------- | ------- | ------------ | ------------ | ------------ | ------ | ------ | ------ |
| Serie A1            | 21    | 13      | 4       | 9       | 13           | 2            | 11           | 26     | 6      | 20     |
| Supercoppa italiana | -     | -       | -       | -       | 1            | 0            | 1            | 1      | 0      | 1      |
| Totale              | -     | 13      | 4       | 9       | 14           | 2            | 12           | 27     | 6      | 21     |

G = partite giocate; V = partite vinte; P = partite perse

### Statistiche dei giocatori
| Giocatore      | Serie A1 | Serie A1 | Serie A1 | Serie A1 | Serie A1 | Supercoppa italiana | Supercoppa italiana | Supercoppa italiana | Supercoppa italiana | Supercoppa italiana | Totale | Totale | Totale | Totale | Totale |
| Giocatore      | P        | PT       | AV       | MV       | BV       | P                   | PT                  | AV                  | MV                  | BV                  | P      | PT     | AV     | MV     | BV     |
| -------------- | -------- | -------- | -------- | -------- | -------- | ------------------- | ------------------- | ------------------- | ------------------- | ------------------- | ------ | ------ | ------ | ------ | ------ |
| B. Dumančić    | 23       | 109      | 81       | 23       | 5        | 1                   | 6                   | 5                   | 1                   | 0                   | 24     | 115    | 86     | 24     | 5      |
| S. Enright     | 26       | 220      | 200      | 11       | 9        | -                   | -                   | -                   | -                   | -                   | 26     | 220    | 200    | 11     | 9      |
| G. Faraone     | 14       | 2        | 0        | 0        | 2        | -                   | -                   | -                   | -                   | -                   | 14     | 2      | 0      | 0      | 2      |
| J. Faucette    | 24       | 114      | 101      | 8        | 5        | -                   | -                   | -                   | -                   | -                   | 24     | 114    | 101    | 8      | 5      |
| E. Fersino     | 25       | 0        | 0        | 0        | 0        | 1                   | 0                   | 0                   | 0                   | 0                   | 26     | 0      | 0      | 0      | 0      |
| K. Lanier      | 26       | 324      | 300      | 15       | 9        | -                   | -                   | -                   | -                   | -                   | 26     | 324    | 300    | 15     | 9      |
| S. Loda        | 26       | 304      | 274      | 22       | 8        | 1                   | 8                   | 8                   | 0                   | 0                   | 27     | 312    | 282    | 22     | 8      |
| K. Luketić     | 5        | 68       | 66       | 2        | 0        | 1                   | 10                  | 9                   | 1                   | 0                   | 6      | 78     | 75     | 3      | 0      |
| F. Marcon      | 18       | 2        | 2        | 0        | 0        | 1                   | 2                   | 2                   | 0                   | 0                   | 19     | 4      | 4      | 0      | 0      |
| G. Mio Bertolo | 20       | 97       | 68       | 27       | 2        | 1                   | 3                   | 3                   | 0                   | 0                   | 21     | 100    | 71     | 27     | 2      |
| G. Moretto     | 24       | 122      | 83       | 30       | 9        | 1                   | 6                   | 5                   | 1                   | 0                   | 25     | 128    | 88     | 31     | 9      |
| V. Prandi      | 25       | 29       | 16       | 9        | 4        | 1                   | 1                   | 0                   | 1                   | 0                   | 26     | 30     | 16     | 10     | 4      |
| N. Valentín    | 24       | 35       | 24       | 4        | 7        | 0                   | 0                   | 0                   | 0                   | 0                   | 24     | 35     | 24     | 4      | 7      |

P = presenze; PT = punti totali; AV = attacchi vincenti; MV = muri vincenti; BV = battute vincenti